# اوواروفکا (شهرستان گافوریسکی، باشقیرستان)
اوواروفکا (انگلیسی: Uvarovka, Gafuriysky District, Republic of Bashkortostan) یک شهرک در شهرستان گافوریسکی استان باشقیرستان کشور روسیه است.